# 沼オトコと沼落ちオンナのmidnight call 〜寝不足の原因は自分にある。〜
『沼オトコと沼落ちオンナのmidnight call 〜寝不足の原因は自分にある。〜』（ぬまオトコとぬまおちオンナのミッドナイトコール ねぶそくのげんいんはじぶんにある）は、2023年8月31日（30日深夜）から10月5日（4日深夜）まで、テレビ東京系列の深夜ドラマ枠「水ドラ25」にて放送されたテレビドラマ。ダンスボーカルユニット・原因は自分にある。のメンバーが出演する。
1度ハマると抜け出せない「沼オトコ」たちと、彼らにハマっていく「沼落ちオンナ」たちの関係を描いたオムニバスシチュエーションドラマ。原因は自分にある。のメンバーが沼オトコを、各話のヒロイン役が沼落ちオンナを演じる。

## キャスト

### 沼オトコ
1度ハマると抜け出せない魅力のある男性たち。
南祐希
演 - 杢代和人（原因は自分にある。）（第1話）
カメラマンアシスタント。相手が喜ぶことやドキッとする言動を突いて相手を沼らせていく「計算沼」オトコ。
深谷翔太郎
演 - 武藤潤（原因は自分にある。）（第2話）
広告会社の新卒社員。純粋で真っ直ぐで母性本能をくすぐる「不器用沼」オトコ。
阿部樹
演 - 長野凌大（原因は自分にある。）（第3話）
コールセンターのオペレーター。聞き心地のいい声のトーンで癒しを感じさせる「お話し沼」オトコ。
八雲優太
演 - 小泉光咲（原因は自分にある。）（第4話）
大学のゼミ生。裏も表も狙いもない。自然の恵みを受けたような優しさで包みこむ「オーガニック沼」オトコ。
ぺぺ
演 - 吉澤要人（原因は自分にある。）（第5話）
気まぐれな刺激と、抜群の愛嬌であれよあれよとスリ寄る癒しの「野良猫沼」オトコ。
井上耕哉
演 - 大倉空人（原因は自分にある。）（第6話）
推しに一途な咲子を推すくつろぎを与える献身ファンな「推し沼」オトコ。
坂下騎士
演 - 桜木雅哉（原因は自分にある。）（第6話）
アイドルグループsole の最年少・現役高校生。トキメキ効果抜群の活力を養う憧れアイドル「推し沼」オトコ

### その他の沼オトコ
- 大倉空人[1]、桜木雅哉[1]、吉澤要人[1]（以上、原因は自分にある。）

### 沼落ちオンナ
沼オトコにハマっていく女性たち。
白岩夏
演 - 小西桜子（第1話）
WEB広告プランナー。祐希の計算に翻弄される沼落ちオンナ。
水元若葉
演 - 工藤遥（第2話）
広告会社の新卒社員。「不器用沼」オトコに翻弄される沼落ちオンナ。
神田春美
演 - 松浦りょう（第3話）
コールセンターのオペレーター。「お話し沼」オトコに翻弄される沼落ちオンナ。
椎名文香
演 - 河村花
「オーガニック沼」オトコに翻弄される沼落ちオンナ。
秋山雫
演 - 佐藤玲
「野良猫沼」オトコに翻弄される沼落ちオンナ。
真中咲子
演 - 水谷果穂
「推し沼」オトコに翻弄される沼落ちオンナ。

### ゲスト

#### 第1話
生田友里
演 - 吉倉あおい
夏の同僚。
愛
演 - 椿原愛（第6話）
カフェ「シカロ」の店員。
千田
演 - 浅見紘至
カメラマン。祐希の師匠。
ミホ
演 - 小崎愛美理
ヘアメイク。
その他
演 - 戸苅ニコル沙羅、九条みゆ

#### 第2話
林田聡子
演 - 原史奈
広告会社での翔太郎と若葉の上司。
大和秀樹
演 - 佐久間祥朗
広告会社での翔太郎と若葉の上司。

## スタッフ
- 脚本 - 灯敦生、森野マッシュ、山元環[1]
- 監督 - 八重樫風雅、山元環[1]
- 主題歌 - 原因は自分にある。「蝋燭」（SDR）[11]
- テーマソング
  - FOMARE「君が都会へと帰ってく」（ソニー・ミュージックアソシエイテッドレコーズ）（第1話）
  - あたし「そっか」（MeMe Meets）（第2話）
  - 凜翔「Yoi」（MeMe Meets）（第3話）
- プロデューサー - 漆間宏一（テレビ東京）、千葉貴也（テレビ東京）、原口真鈴（テレビ東京）、加藤伸崇（S・D・P）、坪ノ内俊也（R.I.S Enterprise）[2]
- 制作 - テレビ東京、S・D・P[2]
- 製作著作 - 「沼オトコと沼落ちオンナのmidnight call」製作委員会[2]

## 放送日程
| 各話            | 放送日   | サブタイトル   | サブタイトル   | 脚本         | 演出       |
| 各話            | 放送日   | 本編           | 配信           | 脚本         | 演出       |
| --------------- | -------- | -------------- | -------------- | ------------ | ---------- |
| 第1話           | 08月31日 | 計算沼         | 計算沼         | 灯敦生       | 山元環     |
| 第2話           | 09月07日 | 不器用沼       | 不器用沼       | 森野マッシュ | 山元環     |
| 第3話           | 09月14日 | お話し沼       | お話し沼       | 山元環       | 山元環     |
| 第4話           | 09月21日 | オーガニック沼 | オーガニック沼 | 森野マッシュ | 八重樫風雅 |
| 第5話           | 09月28日 | 野良猫沼       | 野良猫沼       | 灯敦生       | 八重樫風雅 |
| 第6話（最終話） | 10月05日 | 推し沼         | 推し沼         | 灯敦生       | 山元環     |

## 放送局
| 放送期間                 | 放送時間                     | 放送局         | 対象地域       | 備考   |
| ------------------------ | ---------------------------- | -------------- | -------------- | ------ |
| 2023年8月31日 - 10月5日  | 木曜 1:00 - 1:30（水曜深夜） | テレビ東京     | 関東広域圏     | 製作局 |
|                          |                              | テレビ北海道   | 北海道         |        |
|                          |                              | テレビ愛知     | 愛知県         |        |
|                          |                              | TVQ九州放送    | 福岡県         |        |
|                          |                              | テレビせとうち | 岡山県・香川県 |        |
| 2023年9月21日 - 10月26日 | 木曜 0:00 - 0:30（水曜深夜） | びわ湖放送     | 滋賀県         |        |

## ネット配信
| 配信開始月 | 配信サイト     | 配信料金     | 備考                     |
| ---------- | -------------- | ------------ | ------------------------ |
| 2023年8月  | TVer           | 広告付き無料 | 見逃し配信               |
| 2023年8月  | ネットもテレ東 | 広告付き無料 | 見逃し配信               |
| 2023年8月  | U-NEXT         | 定額制有料   | 各話放送直後より順次配信 |